# Mimozeargyna flavomaculata
Mimozeargyna flavomaculata är en skalbaggsart som beskrevs av Stefan von Breuning 1967. Mimozeargyna flavomaculata ingår i släktet Mimozeargyna och familjen långhorningar. Inga underarter finns listade i Catalogue of Life.